# Les Mercenaires de l'espace
Pour plus de détails, voir Fiche technique et Distribution.
Les Mercenaires de l'espace (Battle Beyond the Stars) est un film américain réalisé par Jimmy T. Murakami, sorti en 1980. Il s'agit d'un remake du film Les Sept Samouraïs d'Akira Kurosawa.

## Synopsis
Les agriculteurs de la pacifique planète Akir (ainsi nommée en l'honneur des Sept Samouraïs d'Akira Kurosawa) sont menacés par le tyran Sador et son armée de mutants Malmoris. L'immense navire de Sador porte une arme appelée « Convertisseur stellaire », qui transforme les planètes en petits soleils, détruisant toute vie sur leur surface. Il menace d'utiliser le convertisseur sur la planète à moins que le peuple d'Akir ne se soumette à lui quand il retournera sur Akir dans quelques jours. Zed, le dernier guerrier Akirain, désormais vieux et aveugle, suggère qu'ils recrutent des mercenaires pour protéger la planète. Faute de ressources précieuses sur Akir, son peuple ne peut offrir pour paiement que de la nourriture et un abri. Zed offre son navire, Nell, à condition de  trouver un pilote. Un jeune homme nommé Shad se propose de partir recruter des mercenaires. Shad prend son envol sans savoir que Sador a laissé un petit vaisseau derrière lui pour surveiller la planète. Les mutants Malmoris Kalo et Tembo poursuivent Shad, mais le jeune homme leur échappe.
Le premier arrêt de Shad est une station spatiale délabrée, Héphaïstos, qui s'est spécialisée dans la réparation des androïdes. S'attendant à trouver des alliés potentiels, Shad ne rencontre que deux formes de vie organiques parmi les androïdes, le vieux docteur Héphaïstos maintenu en vie, et sa fille, la jolie Nanelia. Le docteur essaie de retenir Shad contre sa volonté afin qu'il s'unisse à sa fille. Incapable d'abandonner son peuple, Shad s'échappe, suivi par Nanelia dans son propre navire. Bien que son navire ne dispose pas d'armes, ses systèmes informatiques sont très avancés et pourraient être utilisés dans la lutte à venir. Ils se séparent afin de chercher d'autres mercenaires.
Shad rencontre Space Cowboy de la Planète Terre, un chauffeur de camion spatial avec une prédilection pour les anciens films de western, le tabac et le bourbon. Shad sauve Cowboy et son bateau de pirates de l'air. Shad apprend que Cowboy est en retard pour livrer une cargaison d'armes de poing à une planète que Sador détruit à l'aide du convertisseur stellaire. Faute de carburant pour transporter les armes, Cowboy offre de les livrer à Akir. Shad lui demande de rester afin d'enseigner aux akirains l'usage des armes.
Shad est ensuite approché par un ensemble de cinq clones extraterrestres qui partagent une conscience de groupe nommé Nastur. Ces étrangers disent que leur vie est incroyablement ennuyeuse puisque leurs actions émanent d'un seul esprit. Pour se divertir, ils ont envoyé cinq membres d'un navire pour aider la cause de Shad. Nastur ne demande aucun paiement, en disant qu'ils sont complètement autonomes.
De retour en orbite d'Akir, Kalo et Tembo observent une cérémonie de mariage sur une planète. Des mutants enlèvent une jeune femme et la conduisent dans leur vaisseau à l'aide d'un faisceau et retournent en orbite. Pendant ce temps, Shad s'arrête sur une planète connue pour son activité criminelle à l'époque de Zed. Il découvre un monde presque abandonné, utilisé comme repaire par Gelt, un assassin de riches qui est trop connu pour pouvoir vivre sur une planète civilisée. Gelt offre volontiers ses services en échange de la permission de vivre parmi les Akirains.
Shad est ensuite approché par Saint-Exmin, une représentante des guerrières Walkyrie. C'est une aventurière arriviste qui cherche à s'éprouver dans la bataille. Elle pilote un petit, mais rapide navire. Shad la trouve ennuyeuse et souhaite qu'elle s'en aille, mais elle s' incruste.
Avant de rejoindre Shad, Nanelia a été capturée par un négrier nommé Caïman, créature reptilienne de race Lazzuli de la zone de Lambda. Caïman possède un puissant vaisseau avec un équipage composé d'un guerrier barbare et deux nains calorigènes et sourds. Elle convertit rapidement Caïman à leur cause quand il apprend qu'ils sont à la recherche de mercenaires pour combattre Sador, en disant que tout ce qu'il veut comme paiement est la tête de Sador, qui détruisit naguère les Lazzuli.
Le groupe de sept navires, dont cinq sont armés, prend le chemin d'Akir. Dans le vaisseau Malmori en orbite, Tembo et Kalo ont violé la jeune femme enlevée à l'occasion de la cérémonie de mariage. Quand ils aperçoivent la flotte de mercenaires, ils essaient de s'échapper, mais leur vaisseau est détruit par Gelt. Shad amène les mercenaires jusqu'à la surface, mais ils sont accueillis avec prudence par les Akirains, qui ne sont pas habitués à des formes de vie violentes. Sador finit par revenir, mais sa flotte de chasseurs est interceptée par Shad et ses nouveaux amis. Gelt est abattu et tué dans la bagarre initiale, tandis que, à la surface, Cowboy et les indigènes Akirains, armés de canons laser, luttent contre une invasion au sol. Zed périt dans un ultime combat. Shad semble avoir gagné la première manche, les deux parties se retirent.
Sador survit à une tentative d'assassinat par l'un des Nastur ; en colère, il lance tous ses navires restant contre la planète. Il y a une autre grande bataille et les mercenaires sont tués un par un, y compris Cowboy qui mène une course poursuite contre Sador. Les mercenaires ont cependant réussi à détruire la plupart des forces de Sador ainsi que le convertisseur Stellaire. Sador, à l'aide d'un rayon tracteur, capture Shad et Nanelia qui sont à bord de Nell. Mais Nanélia réussit à programmer la destruction du vaisseau de Sador avec l'aide de Nell. Shad et Nanelia reviennent sur Akir, où les indigènes se souviendront des sacrifices consentis par les mercenaires.

## Fiche technique
- Titre français : Les Mercenaires de l'espace
- Titre original : Battle Beyond the Stars
- Réalisation : Jimmy T. Murakami
- Scénario : John Sayles & Anne Dyer
- Musique : James Horner
- Photographie : Daniel Lacambre
- Montage : Allan Holzman & R.J. Kizer
- Production : Ed Carlin
- Société de production et de distribution : New World Pictures
- Pays :  États-Unis
- Langue : Anglais
- Format : Couleurs - Mono - 35 mm - 1.85:1
- Genre : Science-fiction
- Durée : 104 min

## Distribution
- Richard Thomas (VF : Bernard Jourdain) : Shad
- George Peppard (VF : René Arrieu) : Cowboy
- Robert Vaughn (VF : Claude Joseph) : Gelt
- John Saxon (VF : François Chaumette) : Sador
- Darlanne Fluegel (VF : Monique Thierry) : Nanelia
- Sybil Danning (VF : Jacqueline Porel) : Santa Exmin
- Morgan Woodward (VF : René Bériard) : Cayman
- Sam Jaffe (VF : René Renot) : Dr Hephaestus
- Earl Boen (VF : Claude Dasset) : Nastur 1
- Jeff Corey : Zed
- Richard Davalos (VF : Georges Atlas) : Yago
- Marta Kristen (VF : Sylvie Feit) : Lux
- Rob Reece (VF : Francis Lax) : Kalo
- Lanny Broyles (VF : Pierre Santini) : Tembo
- John Gowans (VF : Claude Dasset) : Nastur 2
- Steve Davis : Quopeg
- Nate Esformes (VF : Henry Djanik) : Dako
- Terence E. McNally (VF : Guy Chapellier) : Gar
- Tom Henschel (VF : Denis Savignat) : Androïde du Dr Hephaestus
- Lynn Carlin (VF : Nadine Alari) : Nell (voix)

## Autour du film
- Ce film marque la rencontre entre le futur réalisateur James Cameron, qui officiait ici en tant que chef décorateur, et le compositeur James Horner. Ils travailleront par la suite ensemble sur Aliens, le retour, Titanic et Avatar.
- C'est la deuxième de participation dans un remake des Les Sept Samouraïs pour Robert Vaughn qui était l'un des sept mercenaires western de John Sturges sorti en 1960.

## Distinctions
- Nomination au Saturn Award du meilleur film de science-fiction, par l'Académie des films de science-fiction, fantastique et horreur